# Stazione di Vignate
Stazione di Vignate vasútállomás Olaszországban, Lombardia régióban, Vignate településen.

## Vasútvonalak
Az állomást az alábbi vasútvonalak érintik:
- Milánó–Velence-vasútvonal

## Kapcsolódó állomások
A vasútállomáshoz az alábbi állomások vannak a legközelebb:
- Stazione di Melzo (Milánó–Velence-vasútvonal, Milánó–Bergamo-vasútvonal, kelet)
- Stazione di Pioltello-Limito (Milánó–Velence-vasútvonal, Milánó–Bergamo-vasútvonal, nyugat)
- Stazione di Pioltello-Limito (Stazione di Varese, Line S5)
- Stazione di Pioltello-Limito (Stazione di Novara, S6)
- Stazione di Melzo (Stazione di Treviglio, S6)
- Stazione di Melzo (Stazione di Treviglio, Line S5)